# Un amour infini (film, 2000)
Pour les articles homonymes, voir Un amour infini et Bounce.
Pour plus de détails, voir Fiche technique et Distribution.
Un amour infini ou À tout hasard au Québec (Bounce) est un film américain réalisé par Don Roos, sorti aux États-Unis en 2000 et en France l'année suivante.

## Synopsis
Coincé par une tempête de neige à l'aéroport de Chicago, Buddy Amaral rencontre par hasard Greg Janello qui, comme lui, attend un vol pour Los Angeles.
Greg veut absolument rentrer chez lui, afin de se trouver auprès de son épouse et de ses enfants pour le réveillon de Noël.
Quand Buddy apprend que le vol de Greg est annulé, il lui offre sa place, car lui-même compte mener à son terme un flirt avec la blonde Mimi.
Le lendemain, il apprend par la presse que l'avion dans lequel il aurait dû embarquer s'est écrasé.

## Fiche technique
- Titre : Un amour infini
- Titre québécois : À tout hasard
- Titre original : Bounce
- Réalisation : Don Roos
- Scénario : Don Roos
- Musique : Mychael Danna et Dean Landon
- Photographie : Robert Elswit
- Montage : David Codron
- Production : Michael Besman et Steve Golin
- Société de production : Miramax
- Société de distribution : Miramax (États-Unis)
- Pays :  États-Unis
- Genre : Drame et romance
- Durée : 106 minutes
- Dates de sortie :
  -  États-Unis : 15 novembre 2000
  -  Italie : 17 novembre 2000
  -  France : 15 avril 2001

## Distribution
- Ben Affleck (VF : Boris Rehlinger / VQ : Pierre Auger) : Buddy Amaral
- Gwyneth Paltrow (VF : Françoise Cadol / VQ : Natalie Hamel-Roy) : Abby Janello
- Joe Morton (VQ : Daniel Picard) : Jim Weller
- Natasha Henstridge (VF : Christine Murillo / VQ : Nathalie Coupal) : Mimi
- Tony Goldwyn (VF : Laurent Natrella / VQ : Denis Roy) : Greg Janello
- Johnny Galecki (VQ : Joël Legendre) : Seth
- David Paymer : Procureur Mandel
- Alex D. Linz (VQ : Xavier Dolan) : Scott Janello
- Jennifer Grey : Janice Guerrero
- Edward Edwards (en) (VF : Nicolas Lormeau) : Ron Wachter
- Lisa Carpenter Prewitt : Carol Wilson
- Caroline Aaron (VQ : Christine Séguin) : Donna
- Lisa Joyner : Présentatrice TV
- Richard Saxton : Reporter CNN